# FSV Oppenheim
Der FSV Oppenheim (voller Name FSV 1945 Oppenheim e. V.) ist ein Fußballverein aus der Stadt Oppenheim.
Der Verein wurde im Juli 1945 gegründet; dabei wurden die drei Vereine Hessen 13, DJK und Spielvereinigung zum FSV Oppenheim zusammengefasst.
In den Jahren 1946 bis 1952 spielte der FSV in der Fußball-Landesliga Rheinhessen bzw. Rheinhessen-Nahe, damals die höchste Amateurspielklasse in Rheinhessen und ab 1949 im Raum Rheinhessen/Nahe des Südwestdeutschen Fußballverbandes. In der Saison 1946/47 erreichte die Mannschaft den 6. Platz und in den Saisons 1947/48 und 1948/49 jeweils den 8. Platz. In den Saisons 1949/50 und 1950/51 entging man als 12. und 14. jeweils nur knapp dem Abstieg, musste aber schließlich als 13. und Tabellenvorletzter der Landesliga-Saison 1951/52 den Gang in die 2. Amateurliga Rheinhessen antreten.
Für den Verein spielen Jugendmannschaften von der G- bis zur A-Jugend. Außerdem werden Damen-Gymnastik und Eltern-Kind-Turnen angeboten.
Seit der Saison 2019/20 tritt die erste Mannschaft des FSV Oppenheim in der Bezirksliga Rheinhessen an.